# عبد العزيز جاسم كانو
عبد العزيز جاسم كانو (ولد 1931 في الماحوز، البحرين - توفى 31 أغسطس 2016 ) رجل أعمال بحريني.

## النشأة والتعليم
وُلد في العام 1931. ينتمي إلى عائلة كانو الشهيرة في الدول العربية في الخليج العربي.
تعلم في مدارس سومرست في إنجلترا. تخرج من الجامعة الأميركية في بيروت. حصل على دبلوم عال في التجارة من اسكتلندا (شمال بريطانيا).

## المسيرة المهنية
شغل مناصب عديدة ومنها:
- نائب رئيس مجلس إدارة ونائب الرئيس التنفيذي لشركة يوسف بن أحمد كانو.
- رئيس مجلس إدارة شركة الجزيرة للسياحة.
- رئيس مجلس إدارة الشركة السعودية للصناعة والتجارة.
- رئيس مجلس إدارة شركة بارلود السعودية.
- رئيس مجلس إدارة شركة إضافات الزيت السعودية.
- رئيس مجلس إدارة منتجع الدانة نوفوتيل.
- نائب رئيس مجلس إدارة إنفستكورب.
- نائب رئيس مجلس إدارة شركة تعليم للخدمات التعليمية.
- مدير المجلس الاستثماري بالمنطقة الشرقية في المملكة العربية السعودية.
- مدير في وكالات الشحن العربية المتحدة.
- مدير في شركة النقل السعودي العامة.
- مدير في شركة اتحاد الخليج للتأمين وإدارة المشاريع.
- مدير في شركة البحرين للنقل.
- مدير في مستشفى الدمام المركزي.
- مدير في الهيئة الاستشارية لتطوير المدينة المنورة.
- مدير في الجمعية السعودية لطب العائلة.
- مدير في رابطة السكري السعودية.
- عضو في بنك برهاد الماليزي.
- عضو في هيئة التظلمات التابعة إلى المنطقة الشرقية في المملكة العربية السعودية.

## الحياة الشخصية
متزوج من ابنة عمه سارة علي كانو وله منها أربعة أبناء وهم: علي وسعود ونواف وبدر. في 8 يناير 2018 توفيت أرملته ودفنت في مقبرة المنامة.
شقيقه هو عبد اللطيف جاسم كانو مؤسس بيت القرآن.

## التكريمات
في عام 2007 منحه ملك البحرين حمد بن عيسى بن سلمان آل خليفة وسام البحرين من الدرجة الأولى. كما اختير كانو كرجل الأعمال الأول في المملكة العربية السعودية عام 1994.

## الوفاة
توفي كانو في 31 أغسطس 2016 عن عمر ناهز 85 سنة في منزله في قرية الماحوز في محافظة العاصمة ودفن في مقبرة المنامة.